# かみゆ
かみゆ（株式会社かみゆ、CAMIYU）は、東京都新宿区四ッ谷に本社を置く歴史コンテンツメーカー、編集プロダクションである。2009年4月設立。

## 会社概要
かみゆは、日本の歴史コンテンツメーカー、編集プロダクション。歴史系を中心に、書籍・雑誌・デジタルメディア・ウェブ媒体の、企画・編集・執筆・制作を手がける。
2011年3月にはiPhoneアプリ「戦国武将占い」を発売するなど、電子媒体にも積極的に進出している。2011年、2013年には東京ビッグサイトで開催された東京国際ブックフェアに出展した。
社内ブランドに「かみゆ歴史編集部」がある。戦国・幕末・江戸カルチャー・日本美術・神話宗教などを中心に、歴史媒体の企画から制作までを行う。ライター、イラストレイターなどを含む、制作共同体である。“参加”と“体験”がキーワードのお城イベントプロジェクト【城フェス】を共同主催する。

## 社名の由来
「かみゆ」という社名は、「紙（かみ）を結（ゆ）う」が語源になっている。紙メディアが衰退しつつある状況において、あえて紙にこだわり、紙メディアにたずさわることへの誇りや使命を表現するために命名された。
それ以外にも、フランスの作家・思想家であるアルベール・カミュ、『機動戦士Ζガンダム』の主人公であるカミーユ・ビダン、ブランデーブランドのひとつであるカミュなどが社名の由来。

## かみゆ歴史編集部の主な編集制作物
- 書籍・ムック
  - 『廃城をゆく』パート1〜3（2010年7月~／イカロス出版）
  - 『大江戸今昔マップ』『大江戸幕末今昔マップ』（2011年9月、2012年9月／新人物往来社）
  - 『ビジュアル日本史1000城』（2012年10月／世界文化社）
  - 『体感・実感！にっぽんの名城』（2011年1月／NHK出版）
  - 『日本史1000城』（2012年10月／世界文化社）
  - 『戦国武将巡礼の旅』（2012年12月／アスキー・メディアワークス）
  - 『戦国年鑑2013年版』（2013年4月／綜合図書）
  - 『富士山の歴史』（2013年7月／晋遊舎）
  - 『戦国の軍師』（2013年8月／学研パブリッシング）
  - 『日本の銅像 完全名鑑』（2013年9月／廣済堂）
  - 『三国志3000人』（2013年10月／世界文化社）
  - 『江戸絵画を知りたい。』（2013年11月／学研パブリッシング）
  - 『世界の宗教』（2013年11月／宝島社）
  - 『黒田官兵衛歴史読本』（2013年12月／KADOKAWA）
  - 『戦国時代最強図鑑』（2013年12月／学研パブリッシング）

- ウェブ、デジタル媒体
  - iPhoneアプリ「戦国武将占い」（2011年3月発売）
  - ウェブ「本座」（松岡正剛主宰／2010〜2011年）

- イベント
  - 城フェス vol.1 2013 in TOKYO（2013年6月開催）
  - 城フェス vol.2（2013年9月開催）
  - 城フェス vol.3 官兵衛の城スペシャル（2014年2月開催）